# Wielki Tour

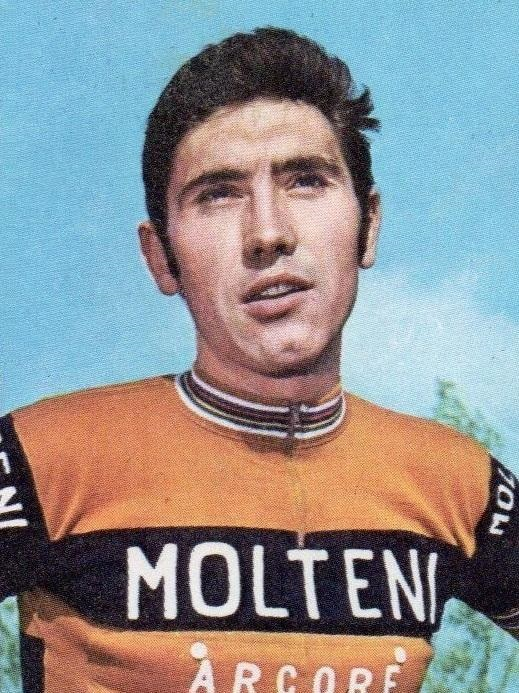
Eddy Merckx - zwycięzca największej liczby Wielkich Tourów

Wielki Tour (ang. Grand Tour) – wyścig kolarski zaliczany do najwyższej kategorii w kalendarzu UCI World Tour. W sezonie rozgrywane są 3 takie wyścigi i zalicza się do nich Tour de France, Giro d’Italia oraz Vuelta a España. Wyścigi te należą do najbardziej prestiżowych i najwyżej punktowanych wyścigów ze względu na podobną specyfikę i jako jedyne wyścigi kolarskie trwają około trzech tygodni.

## Rekordziści
Wszystkie Wielkie Toury wygrało 7 zawodników: Jacques Anquetil, Felice Gimondi, Eddy Merckx, Bernard Hinault, Alberto Contador, Vincenzo Nibali i Chris Froome. Natomiast żaden zawodnik nie wygrał wszystkich trzech Wielkich Tourów w jednym sezonie. W 2023 kolarze drużyny Jumbo-Visma wygrali wszystkie Wielkie Toury w jednym roku. 
Najwięcej etapów podczas Wielkich Tourów w ciągu całej kariery wygrał Eddy Merckx.
Dwa spośród Wielkich Tourów zaliczają się do tzw. potrójnej korony kolarstwa, która obejmuje wygranie Giro d'Italia, Tour de France i mistrzostw świata w kolarstwie szosowym w ciągu jednego sezonu. Dokonali tego Eddy Merckx, Stephen Roche i Tadej Pogačar.
Spośród aktywnych kolarzy (stan na 2025) dwa Wielkie Toury wygrali Egan Bernal, Tadej Pogačar, Simon Yates oraz Primož Roglič. 

## Zwycięzcy w poszczególnych latach
| Legenda | Legenda                                             |
| ------- | --------------------------------------------------- |
|         | Zawodnik wygrał trzy Wielkie Toury w jednym sezonie |
|         | Zawodnik wygrał dwa Wielkie Toury w jednym sezonie  |

| Rok  | Giro d’Italia                                                                       | Tour de France                            | Vuelta a España                                   |
| ---- | ----------------------------------------------------------------------------------- | ----------------------------------------- | ------------------------------------------------- |
| 1903 | rozpoczął się w 1909                                                                | Maurice Garin (1/1)                       | rozpoczął się w 1935                              |
| 1904 | rozpoczął się w 1909                                                                | Henri Cornet (1/1)                        | rozpoczął się w 1935                              |
| 1905 | rozpoczął się w 1909                                                                | Louis Trousselier (1/1)                   | rozpoczął się w 1935                              |
| 1906 | rozpoczął się w 1909                                                                | René Pottier (1/1)                        | rozpoczął się w 1935                              |
| 1907 | rozpoczął się w 1909                                                                | Lucien Petit-Breton (1/2)                 | rozpoczął się w 1935                              |
| 1908 | rozpoczął się w 1909                                                                | Lucien Petit-Breton (2/2)                 | rozpoczął się w 1935                              |
| 1909 | Luigi Ganna (1/1)                                                                   | François Faber (1/1)                      | rozpoczął się w 1935                              |
| 1910 | Carlo Galetti (1/3)                                                                 | Octave Lapize (1/1)                       | rozpoczął się w 1935                              |
| 1911 | Carlo Galetti (2/3)                                                                 | Gustave Garrigou (1/1)                    | rozpoczął się w 1935                              |
| 1912 | Team Atala (Carlo Galetti (3/3), Giovanni Micheletto (1/1) & Eberardo Pavesi (1/1)) | Odile Defraye (1/1)                       | rozpoczął się w 1935                              |
| 1913 | Carlo Oriani (1/1)                                                                  | Philippe Thys (1/3)                       | rozpoczął się w 1935                              |
| 1914 | Alfonso Calzolari 1/1)                                                              | Philippe Thys (2/3)                       | rozpoczął się w 1935                              |
| 1915 | Nie odbył się z powodu I wojny światowej                                            | Nie odbył się z powodu I wojny światowej  | rozpoczął się w 1935                              |
| 1916 | Nie odbył się z powodu I wojny światowej                                            | Nie odbył się z powodu I wojny światowej  | rozpoczął się w 1935                              |
| 1917 | Nie odbył się z powodu I wojny światowej                                            | Nie odbył się z powodu I wojny światowej  | rozpoczął się w 1935                              |
| 1918 | Nie odbył się z powodu I wojny światowej                                            | Nie odbył się z powodu I wojny światowej  | rozpoczął się w 1935                              |
| 1919 | Costante Girardengo (1/2)                                                           | Firmin Lambot (1/2)                       | rozpoczął się w 1935                              |
| 1920 | Gaetano Belloni (1/1)                                                               | Philippe Thys (3/3)                       | rozpoczął się w 1935                              |
| 1921 | Giovanni Brunero (1/3)                                                              | Léon Scieur (1/1)                         | rozpoczął się w 1935                              |
| 1922 | Giovanni Brunero (2/3)                                                              | Firmin Lambot (2/2)                       | rozpoczął się w 1935                              |
| 1923 | Costante Girardengo (2/2)                                                           | Henri Pélissier (1/1)                     | rozpoczął się w 1935                              |
| 1924 | Giuseppe Enrici (1/1)                                                               | Ottavio Bottecchia (1/2)                  | rozpoczął się w 1935                              |
| 1925 | Alfredo Binda (1/5)                                                                 | Ottavio Bottecchia (2/2)                  | rozpoczął się w 1935                              |
| 1926 | Giovanni Brunero (3/3)                                                              | Lucien Buysse (1/1)                       | rozpoczął się w 1935                              |
| 1927 | Alfredo Binda (2/5)                                                                 | Nicolas Frantz (1/2)                      | rozpoczął się w 1935                              |
| 1928 | Alfredo Binda (3/5)                                                                 | Nicolas Frantz (2/2)                      | rozpoczął się w 1935                              |
| 1929 | Alfredo Binda (4/5)                                                                 | Maurice De Waele (1/1)                    | rozpoczął się w 1935                              |
| 1930 | Luigi Marchisio (1/1)                                                               | André Leducq (1/2)                        | rozpoczął się w 1935                              |
| 1931 | Francesco Camusso (1/1)                                                             | Antonin Magne (1/2)                       | rozpoczął się w 1935                              |
| 1932 | Antonio Pesenti (1/1)                                                               | André Leducq (2/2)                        | rozpoczął się w 1935                              |
| 1933 | Alfredo Binda (5/5)                                                                 | Georges Speicher (1/1)                    | rozpoczął się w 1935                              |
| 1934 | Learco Guerra (1/1)                                                                 | Antonin Magne (2/2)                       | rozpoczął się w 1935                              |
| 1935 | Vasco Bergamaschi (1/1)                                                             | Romain Maes (1/1)                         | Gustaaf Deloor (1/2)                              |
| 1936 | Gino Bartali (1/5)                                                                  | Sylvère Maes (1/2)                        | Gustaaf Deloor (2/2)                              |
| 1937 | Gino Bartali (2/5)                                                                  | Roger Lapébie (1/1)                       | Nie odbył się z powodu hiszpańskiej wojny domowej |
| 1938 | Giovanni Valetti (1/2)                                                              | Gino Bartali (3/5)                        | Nie odbył się z powodu hiszpańskiej wojny domowej |
| 1939 | Giovanni Valetti (2/2)                                                              | Sylvère Maes (2/2)                        | Nie odbył się z powodu hiszpańskiej wojny domowej |
| 1940 | Fausto Coppi (1/7)                                                                  | Nie odbył się z powodu II wojny światowej | Nie odbył się z powodu hiszpańskiej wojny domowej |
| 1941 | Nie odbył się z powodu II wojny światowej                                           | Nie odbył się z powodu II wojny światowej | Julián Berrendero 1/2)                            |
| 1942 | Nie odbył się z powodu II wojny światowej                                           | Nie odbył się z powodu II wojny światowej | Julián Berrendero (2/2)                           |
| 1943 | Nie odbył się z powodu II wojny światowej                                           | Nie odbył się z powodu II wojny światowej | Nie odbył się z powodu II wojny światowej         |
| 1944 | Nie odbył się z powodu II wojny światowej                                           | Nie odbył się z powodu II wojny światowej | Nie odbył się z powodu II wojny światowej         |
| 1945 | Nie odbył się z powodu II wojny światowej                                           | Nie odbył się z powodu II wojny światowej | Delio Rodríguez (1/1)                             |
| 1946 | Gino Bartali (4/5)                                                                  | Nie odbył się z powodu II wojny światowej | Dalmacio Langarica (1/1)                          |
| 1947 | Fausto Coppi (2/7)                                                                  | Jean Robic (1/1)                          | Edward Van Dijck (1/1)                            |
| 1948 | Fiorenzo Magni (1/3)                                                                | Gino Bartali (5/5)                        | Bernardo Ruiz (1/1)                               |
| 1949 | Fausto Coppi (3/7)                                                                  | Fausto Coppi (4/7)                        | Nie odbył się                                     |
| 1950 | Hugo Koblet (1/2)                                                                   | Ferdinand Kübler (1/1)                    | Emilio Rodríguez (1/1)                            |
| 1951 | Fiorenzo Magni (2/3)                                                                | Hugo Koblet (2/2)                         | Nie odbył się                                     |
| 1952 | Fausto Coppi (5/7)                                                                  | Fausto Coppi (6/7)                        | Nie odbył się                                     |
| 1953 | Fausto Coppi (7/7)                                                                  | Louison Bobet (1/3)                       | Nie odbył się                                     |
| 1954 | Carlo Clerici (1/1)                                                                 | Louison Bobet (2/3)                       | Nie odbył się                                     |
| 1955 | Fiorenzo Magni (3/3)                                                                | Louison Bobet (3/3)                       | Jean Dotto (1/1)                                  |
| 1956 | Charly Gaul (1/3)                                                                   | Roger Walkowiak (1/1)                     | Angelo Conterno (1/1)                             |
| 1957 | Gastone Nencini (1/2)                                                               | Jacques Anquetil (1/8)                    | Jesús Loroño (1/1)                                |
| 1958 | Ercole Baldini (1/1)                                                                | Charly Gaul (2/3)                         | Jean Stablinski (1/1)                             |
| 1959 | Charly Gaul (3/3)                                                                   | Federico Bahamontes (1/1)                 | Antonio Suárez (1/1)                              |
| 1960 | Jacques Anquetil (2/8)                                                              | Gastone Nencini (2/2)                     | Franz De Mulder (1/1)                             |
| 1961 | Arnaldo Pambianco (1/1)                                                             | Jacques Anquetil (3/8)                    | Angelino Soler (1/1)                              |
| 1962 | Franco Balmamion (1/2)                                                              | Jacques Anquetil (4/8)                    | Rudi Altig (1/1)                                  |
| 1963 | Franco Balmamion (2/2)                                                              | Jacques Anquetil (6/8)                    | Jacques Anquetil (5/8)                            |
| 1964 | Jacques Anquetil (7/8)                                                              | Jacques Anquetil (8/8)                    | Raymond Poulidor (1/1)                            |
| 1965 | Vittorio Adorni (1/1)                                                               | Felice Gimondi (1/5)                      | Rolf Wolfshohl (1/1)                              |
| 1966 | Gianni Motta (1/1)                                                                  | Lucien Aimar (1/1)                        | Francisco Gabica (1/1)                            |
| 1967 | Felice Gimondi (2/5)                                                                | Roger Pingeon (1/2)                       | Jan Janssen (1/2)                                 |
| 1968 | Eddy Merckx (1/11)                                                                  | Jan Janssen (2/2)                         | Felice Gimondi (3/5)                              |
| 1969 | Felice Gimondi (4/5)                                                                | Eddy Merckx (2/11)                        | Roger Pingeon (2/2)                               |
| 1970 | Eddy Merckx (3/11)                                                                  | Eddy Merckx (4/11)                        | Luis Ocaña (1/2)                                  |
| 1971 | Gösta Pettersson (1/1)                                                              | Eddy Merckx (5/11)                        | Ferdinand Bracke (1/1)                            |
| 1972 | Eddy Merckx (6/11)                                                                  | Eddy Merckx (7/11)                        | José Manuel Fuente (1/2)                          |
| 1973 | Eddy Merckx (9/11)                                                                  | Luis Ocaña (2/2)                          | Eddy Merckx (8/11)                                |
| 1974 | Eddy Merckx (10/11)                                                                 | Eddy Merckx (11/11)                       | José Manuel Fuente (2/2)                          |
| 1975 | Fausto Bertoglio (1/1)                                                              | Bernard Thévenet (1/2)                    | Agustín Tamames (1/1)                             |
| 1976 | Felice Gimondi (5/5)                                                                | Lucien Van Impe (1/1)                     | José Pesarrodona (1/1)                            |
| 1977 | Michel Pollentier (1/1)                                                             | Bernard Thévenet (2/2)                    | Freddy Maertens (1/1)                             |
| 1978 | Johan De Muynck (1/1)                                                               | Bernard Hinault (2/10)                    | Bernard Hinault (1/10)                            |
| 1979 | Giuseppe Saronni (1/2)                                                              | Bernard Hinault (3/10)                    | Joop Zoetemelk (1/2)                              |
| 1980 | Bernard Hinault (4/10)                                                              | Joop Zoetemelk (2/2)                      | Faustino Rupérez (1/1)                            |
| 1981 | Giovanni Battaglin (2/2)                                                            | Bernard Hinault (5/10)                    | Giovanni Battaglin (1/2)                          |
| 1982 | Bernard Hinault (6/10)                                                              | Bernard Hinault (7/10)                    | Marino Lejarreta (1/1)                            |
| 1983 | Giuseppe Saronni (2/2)                                                              | Laurent Fignon (1/3)                      | Bernard Hinault (8/10)                            |
| 1984 | Francesco Moser (1/1)                                                               | Laurent Fignon (2/3)                      | Éric Caritoux (1/1)                               |
| 1985 | Bernard Hinault (9/10)                                                              | Bernard Hinault (10/10)                   | Pedro Delgado (1/3)                               |
| 1986 | Roberto Visentini (1/1)                                                             | Greg LeMond (1/3)                         | Álvaro Pino (1/1)                                 |
| 1987 | Stephen Roche (1/2)                                                                 | Stephen Roche (2/2)                       | Luis Herrera (1/1)                                |
| 1988 | Andrew Hampsten (1/1)                                                               | Pedro Delgado (2/3)                       | Sean Kelly (1/1)                                  |
| 1989 | Laurent Fignon (3/3)                                                                | Greg LeMond (2/3)                         | Pedro Delgado (3/3)                               |
| 1990 | Gianni Bugno (1/1)                                                                  | Greg LeMond (3/3)                         | Marco Giovannetti (1/1)                           |
| 1991 | Franco Chioccioli (1/1)                                                             | Miguel Induráin (1/7)                     | Melchor Mauri (1/1)                               |
| 1992 | Miguel Induráin (2/7)                                                               | Miguel Induráin (3/7)                     | Tony Rominger (1/4)                               |
| 1993 | Miguel Induráin (4/7)                                                               | Miguel Induráin (5/7)                     | Tony Rominger (2/4)                               |
| 1994 | Jewgienij Bierzin (1/1)                                                             | Miguel Induráin (6/7)                     | Tony Rominger (3/4)                               |
| 1995 | Tony Rominger (4/4)                                                                 | Miguel Induráin (7/7)                     | Laurent Jalabert (1/1)                            |
| 1996 | Pawieł Tonkow (1/1)                                                                 | Bjarne Riis (1/1)                         | Alex Zülle (1/2)                                  |
| 1997 | Ivan Gotti (1/2)                                                                    | Jan Ullrich (1/2)                         | Alex Zülle (2/2)                                  |
| 1998 | Marco Pantani (1/2)                                                                 | Marco Pantani (2/2)                       | Abraham Olano (1/1)                               |
| 1999 | Ivan Gotti (2/2)                                                                    | Lance Armstrong (1/7)                     | Jan Ullrich (2/2)                                 |
| 2000 | Stefano Garzelli (1/1)                                                              | Lance Armstrong (2/7)                     | Roberto Heras (1/4)                               |
| 2001 | Gilberto Simoni (1/2)                                                               | Lance Armstrong (3/7)                     | Ángel Casero (1/1)                                |
| 2002 | Paolo Savoldelli (1/2)                                                              | Lance Armstrong (4/7)                     | Aitor González (1/1)                              |
| 2003 | Gilberto Simoni (2/2)                                                               | Lance Armstrong (5/7)                     | Roberto Heras (2/4)                               |
| 2004 | Damiano Cunego (1/1)                                                                | Lance Armstrong (6/7)                     | Roberto Heras (3/4)                               |
| 2005 | Paolo Savoldelli (2/2)                                                              | Lance Armstrong (7/7)                     | Roberto Heras (4/4)                               |
| 2006 | Ivan Basso (1/2)                                                                    | Óscar Pereiro (1/1)                       | Aleksandr Winokurow (1/1)                         |
| 2007 | Danilo Di Luca (1/1)                                                                | Alberto Contador (1/7)                    | Dienis Mieńszow (1/2)                             |
| 2008 | Alberto Contador (2/7)                                                              | Carlos Sastre (1/1)                       | Alberto Contador (3/7)                            |
| 2009 | Dienis Mieńszow (2/2)                                                               | Alberto Contador (4/7)                    | Alejandro Valverde (1/1)                          |
| 2010 | Ivan Basso (2/2)                                                                    | Andy Schleck (1/1)                        | Vincenzo Nibali (1/4)                             |
| 2011 | Michele Scarponi (1/1)                                                              | Cadel Evans (1/1)                         | Chris Froome (1/7)                                |
| 2012 | Ryder Hesjedal (1/1)                                                                | Bradley Wiggins (1/1)                     | Alberto Contador (5/7)                            |
| 2013 | Vincenzo Nibali (2/4)                                                               | Chris Froome (2/7)                        | Chris Horner (1/1)                                |
| 2014 | Nairo Quintana (1/2)                                                                | Vincenzo Nibali (3/4)                     | Alberto Contador (6/7)                            |
| 2015 | Alberto Contador (7/7)                                                              | Chris Froome (3/7)                        | Fabio Aru (1/1)                                   |
| 2016 | Vincenzo Nibali (4/4)                                                               | Chris Froome (4/7)                        | Nairo Quintana (2/2)                              |
| 2017 | Tom Dumoulin (1/1)                                                                  | Chris Froome (5/7)                        | Chris Froome (6/7)                                |
| 2018 | Chris Froome (7/7)                                                                  | Geraint Thomas (1/1)                      | Simon Yates (1/1)                                 |
| 2019 | Richard Carapaz (1/1)                                                               | Egan Bernal (1/2)                         | Primož Roglič (1/5)                               |
| 2020 | Tao Geoghegan Hart (1/1)                                                            | Tadej Pogačar (1/5)                       | Primož Roglič (2/5)                               |
| 2021 | Egan Bernal (2/2)                                                                   | Tadej Pogačar (2/5)                       | Primož Roglič (3/5)                               |
| 2022 | Jai Hindley (1/1)                                                                   | Jonas Vingegaard (1/2)                    | Remco Evenepoel (1/1)                             |
| 2023 | Primož Roglič (4/5)                                                                 | Jonas Vingegaard (2/2)                    | Sepp Kuss (1/1)                                   |
| 2024 | Tadej Pogačar (3/5)                                                                 | Tadej Pogačar (4/5)                       | Primož Roglič (5/5)                               |
| 2025 | Simon Yates (2/2)                                                                   | Tadej Pogačar (5/5)                       |                                                   |